# Pseudosindora
Pseudosindora es un género monotípico de la subfamilia Caesalpinioideae perteneciente a la familia de las legumbres Fabaceae. Su única especie: Pseudosindora palustris Sym., es originaria de Asia.
Se encuentra en Asia distribuido por Brunéi, Indonesia, Kalimantan, Malasia, Sabah y Sarawak. 